# حذاء كرة القدم

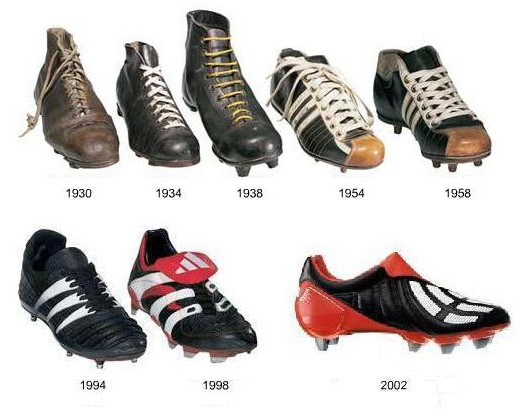
أحذية كرة القدم من 1930 إلى 2002.

حذاء كرة القدم (بالإنجليزية: Football boot)‏ أو لابجين وهو الحذاء الرياضي الخاص الذي يلبسه لاعبو كرة القدم، إضافة إلى ملابس كرة القدم، ويكون هذا الحذاء ملائما للأرض العشبية الموجودة في ملاعب كرة القدم حيث توجد قواعد في الحذاء تساعد على التحرك في العشب، كما تساعد على إسكان الكرة والتلاعب بها، تستخدم هذه الأحذية في رياضات أخرى مثل الرغبي ورياضات أخرى.

## الاضرار على القدم
يتسبب الحذاء الرياضي
بـتشوه القدم بسبب نعله الضيق
حيث انه يجعل شكل القدم اضيق و اصابع ملتزقة
و يعطي شكل القدم على شكل قالب الحذاء و ناهيك
عن الرائحة الكريهة للقدم و البثور الفطريات و غيرها
و تتشوه عادًا قدم المراهقيين من العمر 12 حتى العمر 22
اكثر من غيرهم